# Kevin-Prince Boateng
Kevin-Prince Boateng (n. 6 martie 1987, Berlinul Occidental, Germania sub ocupație aliată) este un fotbalist german și ghanez retras din activitate, care a jucat pe post de mijlocaș sau atacant la echipe ca Hertha Berlin, Milan și Hertha II. Pe plan internațional, are prezențe la națională pentru Germania Sub-21⁠(d), Ghana, Germania U19⁠(d), Germania U20⁠(d) și Germania U17⁠(d).
Și-a început cariera în Germania natală, la Hertha Berlin. A jucat pentru naționalele de juniori ale Germaniei la toate nivelurile de vârstă, dar a ales să reprezinte naționala Ghanei la nivel de seniori. La Mondialul din 2010, a jucat împotriva fratelui său, Jerome Boateng, care a decis să evolueze pentru naționala Germaniei. A fost o premieră la un Campionat Mondial ca doi frați să se înfrunte în două echipe naționale diferite.

## Palmares

### Club
Tottenham Hotspur
- Football League Cup: 2007–08

Milan
- Serie A: 2010–11
- Supercoppa Italiana: 2011

Eintracht Frankfurt
- DFB-Pokal: 2017–18

Barcelona
- La Liga: 2018–19